# Aly & AJ
Aly & AJ é uma dupla de pop rock dos Estados Unidos, formada pelas irmãs Alyson Renae "Aly" Michalka e Amanda Joy "AJ" Michalka. 
Ainda que tenham nascido em Torrance, na Califórnia, passaram parte da infância em Seattle, Washington. Ambas são atrizes, compositoras e guitarristas.

## História

### Início
Aly e AJ tiveram interesse pela música desde crianças. "Eu acho que tudo começou quando nós tínhamos 3 e 5 anos, enquanto cantávamos na igreja." refere Alyson Michalka. A mãe das meninas, Carrie Michalka, cantava em um grupo cristão chamado "J.C. Band".

### 2005 - 2006:Into the Rush
Este é o primeiro álbum da banda, cuja música "No One" está na trilha sonora do filme "Ice Princess". A música "Do You Believe In Magic?", originalmente escrita e gravada por The Lovin' Spoonful, ganhou uma batida mais típica do rock e está presente no Filme Original Disney Channel "Agora Você Vê.". A dupla também regravou a música "Walking On Sunshine", original de Katrina and the Waves, presente no filme "Herbie: Meu Fusca Turbinado". O single "Rush" pode ser ouvido no filme Twitches.
O "The Aly & AJ Concert" ocorreu no dia 24 de julho de 2005, no teatro Henry Fonda, localizado em Hollywood, Califórnia. O concerto contou com 5 músicas e entrevistas (filmadas em 15 e 16 de outubro de 2005). Incluía músicas do álbum Into the Rush. Aly & AJ abriram um show para The Cheetah Girls em dezembro de 2005, no "Cheetah-licious Christmas Tour".
O álbum foi relançado em agosto de 2006 com três músicas novas, incluindo o hit "Chemicals React". Ele foi lançado com uma nova capa, tendo sido também lançado no The Sims 2 Pets, com letras diferentes.

### 2006 - 2007:Acoustic Hearts of Winter
Em 26 de setembro de 2006, o álbum Acoustic Hearts of Winter foi lançado. Nesse álbum, Aly & AJ tocam músicas tradicionais de Natal, tais como "Joy to the World" e "Silent Night", além de músicas de sua autoria, como "Greatest Time of Year" e "Not This Year". No final de 2007, Aly & AJ gravaram mais três músicas originais de Natal e as incluíram na edição Deluxe do álbum.

### 2007 - 2009:Insomniatic
Em 8 de maio de 2007, elas lançaram o clipe do novo single "Potential Breakup Song". O álbum foi lançado em 10 de julho de 2007. A revista americana Time colocou a música "Potential Breakup Song" como uma das 10 melhores músicas de 2007, na posição de número 9. O escritor Josh Tyrangiel elogiou a banda pela parte da música "This is the Potential Breakup Song/ Our album needs just one/ Oh baby please", destacando a autenticidade das adolescentes.
Em 28 de novembro de 2007, Ami Suzuki lançou um cover da música "Potential Breakup Song", produzido pelo DJ japonês e músico SUGIURUMN, com a participação especial de Aly & AJ.
Em dezembro de 2007, foi dito que Aly & AJ iriam substituir os Jonas Brothers na Best of Both Worlds Tour de Miley Cyrus durante o período de 11 de janeiro a 24 de janeiro. No início de Janeiro de 2008, Aly & AJ se apresentaram um cover de KT Tunstall, "Black Horse and the Cherry Tree", na página de vídeos do Yahoo!'s Pepsi Smash.
Em 18 de janeiro, antes da estreia do filme do Disney Channel, Minutemen, o clipe "Like Whoa" foi lançado. Em 2 de fevereiro, o vídeo oficial, sem as cenas do filme, foi lançado na conta do YouTube da Hollywood Records. Aly & AJ só lançaram dois singles pelo álbum Insomniatic: "Potential Breakup Song" e "Like Whoa".
Aly & AJ participaram no álbum Music Club, Vol. 1 de Randy Jackson, lançado em 11 de março de 2008, cantando um cover da música "We're an American Band", produzido por Randy Jackson.
Durante junho, Aly & AJ têm uma turnê de verão em vários parques de diversões dos Estados Unidos, incluindo "Wild Adventures", na Geórgia e "Six Flags" em vários locais, além de duas datas abrindo para Sheryl Crow. Elas também se apresentaram no Casino Soaring Eagle em 14 de julho.

### 2009 - 2013:78violet, álbum cancelado, saída de Hollywood Records esingle
A Billboard confirmou que as artistas estão trabalhando no terceiro álbum em estúdio, que seria lançado em 2009. O álbum teria 14 músicas. Elas falaram em uma entrevista para a Radio Disney em 13 de abril de 2008 que iriam fazer um som mais "rock" e que, desta vez, querem cantar separadas (sem harmonizar as vozes) para que os fãs saibam quem está cantando.
O novo single, ainda sem nome divulgado, seria lançado em junho de 2009 e o novo álbum sairia alguns meses depois.
Em 8 de julho de 2009, a dupla confirmou que mudaria seu nome para '78violet. Em 16 de julho, 78violet anunciou que o terceiro álbum será autointitulado. O primeiro single chama-se "The Next Worst Thing", tendo sido tocado apenas uma vez em uma rádio dos EUA. O álbum será mais Rock e, segundo elas, superará Insomniatic e o Into the Rush.
No dia 19 de fevereiro de 2010, elas anunciaram a saída da Hollywood Records e que o álbum que estava previsto para ser lançado provavelmente nunca sairá, por ter sido gravado na antiga gravadora.
Em 8 de julho de 2013, será lançado o primeiro single do primeiro álbum como 78violet. A faixa "Hothouse" será liberada para compra no iTunes de forma independente, sem gravadora.

### 2017- presente: Continuação como Aly & AJ, documentário e Ten Years
Em 18 de Maio de 2016, elas estão de volta como ''Aly & AJ''. Elas lançam o filme Weepah Way For Now, que conta a rotina das duas. Em 15 de janeiro de 2017, a dupla grava um novo EP, Hormonio, após resolver as burocracias com o nome anterior.
Em 2 de junho de 2017, a dupla lançou o single ''Take Me'', que será parte do EP que está prestes a ser lançado ainda em 2017, depois de 10 anos do álbum Insomniatic. Em 17 de Novembro de 2017, elas lançaram o EP  Ten Years, com quatro músicas inéditas.

## Carreira no cinema
Após ser nomeada para melhor desempenho em uma série de TV (para uma Leading Young Actress) por seu papel em Phil do Futuro, Aly Michalka prosseguiu sua carreira de atriz, assumindo um papel principal no filme, Bandslam, ao lado de Vanessa Hudgens. O filme estreou em 14 de agosto de 2009. Além disso, Alyson tomou mais dois projetos de atuação, o companheiro, com estreia prevista para 1 de outubro de 2010, e Fácil A, também com vencimento em 2010, ambos os filmes estrelados por Cam Gigandet. Atualmente, ela atua como Marti Perkins, protagonista do seriado Hellcats da CW, ao lado de Ashley Tisdale. Amanda conseguiu um papel no filme de Peter Jackson, The Lovely Bones. No Brasil foi lançado em 19 de fevereiro de 2010.

## Incidente
Em 26 de junho de 2008, um homem de Ohio chamado Rex Mettler foi preso por perseguir a dupla. O homem "obteve informações de contato para a atuação e canto em dupla e fez ameaças, por telefone e anotações manuscritas", como declarou a polícia. A dupla estava programada para uma apresentação no dia 27 de junho de 2008, em Cincinnati, onde o homem foi encontrado, depois que a polícia não pôde confirmar que nenhum dos envolvidos ameaçava o show em Ohio. A polícia mais tarde declarou que "a acusação contra Mettler decorre de incidentes que começaram em 15 de dezembro de 2007" e que "Rex apresentou um padrão de atividade durante esse período que reflete várias tentativas, se não inúmeras, de perseguir essas mulheres".

## Religião
Junto com a música para o público mainstream, Aly & AJ, que são ambas muito abertas sobre sua fé, se tornaram importantes no cenário do rock cristão. "Never Far Behind" só foi lançada em rádios de rock cristão. Foi a #1 na Radio & Records (R&R) Christian CHR. Apesar de Aly & AJ serem muito abertas sobre sua fé cristã, não querem ser rotuladas como artistas da música cristã. Em entrevista à Blender Magazine em junho de 2006, as meninas disseram que suas músicas vêm de uma perspectiva cristã. "Nós nunca queremos pregar ou enfiar nada goela abaixo das pessoas, mas queremos que a nossa música seja inspiradora."
Na mesma entrevista, as duas expressaram sua descrença na teoria da evolução, com o entrevistador perguntando quais eram seus pensamentos. Quando perguntada se aceitava a evolução, AJ respondeu: "Não", e Aly respondeu: "É iso que estão ensinando nas escolas agora?"  Quando lhe disseram que isso era ensinado há mais de um século, ela respondeu: "Eu acho que é o tipo de coisa desrespeitosa, que tem a ver com a opinião de alguém sobre a religião e que deve ficar de fora da sala de aula. Quer dizer, eu acho que as pessoas devem ser capazes de orar na escola, se quiserem. Todo mundo deveria fazer apenas a sua própria escolha ", e AJ acrescentou: " A evolução é bobagem. Macacos? Hum, não."

## Artigos
A partir de 12 de junho de 2008, a dupla começou a lançar seus livros de aventura, com o próprio dinheiro, chamados Aly & AJ's Rock 'n' Roll Mystery. Cada parte descrevia Aly & AJ em turnê e cada livro narrava um mistério em uma cidade diferente. Os desenhos nos livros foram feitos por Aly. Os dois primeiros (First Stop, Nova York e em Miami Mayhem) foram liberados em 12 de junho, a terceira parcela (Singing in Seattle) em 2 de setembro, e a última (Nashville Nights) esteve disponível nas lojas em 4 de outubro de 2008.
A Performance Designed Products lançou guitarras concebidas por Aly & AJ em 10 de novembro de 2008. A guitarra de Aly possui um coração e ossos cruzados na cor rosa (PlayStation 2), e a guitarra de AJ está na forma do logo de coração de Aly & AJ, com estampa de zebra brilhante em rosa e roxo (Wii, PS2). A dupla lançou as guitarras em 11 de outubro de 2008, durante um evento na Universal Studios CityWalk, na Califórnia.

## Trabalho de caridade
Aly e AJ são co-presidentes do conselho Consultivo da Fundação AmberWatch, tendo realizado um show beneficente para arrecadar dinheiro para caridade. A canção "I Am One of Them", que foi incluída no álbum Into the Rush, é dedicada ao trabalho com a AmberWatch. O duo também participou em um desfile de moda para o evento Race to Erase MS no início de maio de 2008, mostrando seu apoio.

## Discografia

### Álbuns de estúdio
- 2005: Into the Rush
- 2006: Acoustic Hearts of Winter
- 2007: Insomniatic
- 2010: 78violet (Cancelado)
- 2017: Ten Years - EP
- 2019: Sanctuary - EP

## Filmografia
| Filmes                       | Filmes                    | Filmes                | Filmes              | Filmes                                         |
| Ano                          | Filme                     | Personagem Aly        | Personagem AJ       | Notas                                          |
| ---------------------------- | ------------------------- | --------------------- | ------------------- | ---------------------------------------------- |
| 2009                         | Bandslam                  | Charlotte Barnes      | —                   |                                                |
| 2009                         | The Lovely Bones          | —                     | Clarissa            |                                                |
| 2010                         | Easy A                    | Rhiannon Abernathy    | —                   |                                                |
| 2010                         | Secretariat               | —                     | Kate Tweedy         |                                                |
| 2010                         | Slow Moe                  | —                     | Emily               |                                                |
| 2011                         | The Roommate              | Tracy Morgan          | —                   |                                                |
| 2011                         | Super 8                   | —                     | Jen Kaznyk          |                                                |
| 2012                         | Long Time Gone            | Janine Bosh           | —                   |                                                |
| Filmes feitos para televisão |                           |                       |                     |                                                |
| Ano                          | Filme                     | Personagem Aly        | Personagem AJ       | Canal                                          |
| 2005                         | Now You See It...         | Allyson Miller        | —                   | Disney Channel                                 |
| 2005                         | Kitty's Dish              | —                     | Kitty               | Walt Disney Television Animation               |
| 2006                         | Cow Belles                | Taylor Callum         | Courtney Callum     | Disney Channel                                 |
| 2007                         | Super Sweet 16: The Movie | Taylor Tiara/Plimpton | Sarah Connor        | MTV                                            |
| 2011                         | Salem Falls               | —                     | Gillian Duncan      | LifeTime                                       |
| Televisão                    |                           |                       |                     |                                                |
| Ano                          | Título                    | Personagem Aly        | Personagem AJ       | Notas                                          |
| 2002—2004                    | The Guardian              | —                     | Shannon Gressler    |                                                |
| 2003—2004                    | Oliver Beene              | —                     | Bonnie              |                                                |
| 2004—2006                    | Phil of the Future        | Keely Teslow          | —                   |                                                |
| 2006                         | Haversham Hall            | Hope Mason            | Sam Tillar          | Piloto                                         |
| 2007                         | Aly & AJ: Sister Act      | ela mesma             | ela mesma           | Reality Show                                   |
| 2010—2011                    | Hellcats                  | Marti Perkins         | —                   |                                                |
| Participação especial        |                           |                       |                     |                                                |
| Ano                          | Título                    | Personagem Aly        | Personagem AJ       | Notas                                          |
| 2002                         | Passions                  | —                     | Sheridan's Daughter | (Primeira Temporada, episódio 722)             |
| 2002                         | Birds of Prey             | —                     | Young Dinah         | 2 episódios                                    |
| 2004                         | General Hospital          | —                     | Ashley B.           | 3 episódios                                    |
| 2004                         | Six Feet Under            | —                     | Ashley              | "Parallel Play" (Quarta Temporada, episódio 3) |
| 2011                         | Hellcats                  | —                     | Deirdre Perkins     | 3 episódios                                    |
| 2011                         | CSI: NY                   | Miranda Beck          | —                   | "Keep It Real" (Oitava Temporada, episódio 2)  |